# Vapy
Vapy là một huyện (muang, mường) thuộc tỉnh Saravane ở hạ Lào.